# Michael Golding
Michael Heinz Golding (Londres, Inglaterra, 23 de mayo de 2006) es un futbolista británico que juega como centrocampista en el Leicester City F. C. de la EFL Championship.

## Selección nacional
Representó a Inglaterra en las categorías sub-16,
 sub-17 y sub-18. Fue el capitán de Inglaterra en el Campeonato Europeo Sub-17 de la UEFA 2023. También puede representar a la República de Irlanda a través de su familia.

## Estadísticas

### Clubes
Actualizado al último partido disputado el 6 de enero de 2024.
| Club                            | Div.          | Temporada     | Liga  | Liga  | Liga   | Copas nacionales | Copas nacionales | Copas nacionales | Copas internacionales | Copas internacionales | Copas internacionales | Total | Total | Total  |
| Club                            | Div.          | Temporada     | Part. | Goles | Asist. | Part.            | Goles            | Asist.           | Part.                 | Goles                 | Asist.                | Part. | Goles | Asist. |
| ------------------------------- | ------------- | ------------- | ----- | ----- | ------ | ---------------- | ---------------- | ---------------- | --------------------- | --------------------- | --------------------- | ----- | ----- | ------ |
| Chelsea F. C. Inglaterra        | 1.ª           | 2023-24       | 0     | 0     | 0      | 1                | 0                | 0                | —                     | —                     | —                     | 1     | 0     | 0      |
| Chelsea F. C. Inglaterra        | Total club    | Total club    | 0     | 0     | 0      | 1                | 0                | 0                | 0                     | 0                     | 0                     | 1     | 0     | 0      |
| Leicester City F. C. Inglaterra | 1.ª           | 2024-25       | 0     | 0     | 0      | 0                | 0                | 0                | —                     | —                     | —                     | 0     | 0     | 0      |
| Leicester City F. C. Inglaterra | Total club    | Total club    | 0     | 0     | 0      | 0                | 0                | 0                | 0                     | 0                     | 0                     | 0     | 0     | 0      |
| Total carrera                   | Total carrera | Total carrera | 0     | 0     | 0      | 1                | 0                | 0                | 0                     | 0                     | 0                     | 1     | 0     | 0      |